# KCDC K100
KCDC K100은 대한민국 최초의 100인승 민간 중형 여객기이다. 1990년대부터 개발이 추진되어 왔으나, 중도에 계획이 크게 변경되었다, 취소되었다, 다시 부활하는 등 일관성이 없다. 2013년 기준으로 다시 추진 중이다. 중형항공기 개발사업 또는 피닉스 프로젝트라고도 한다.

## 역사

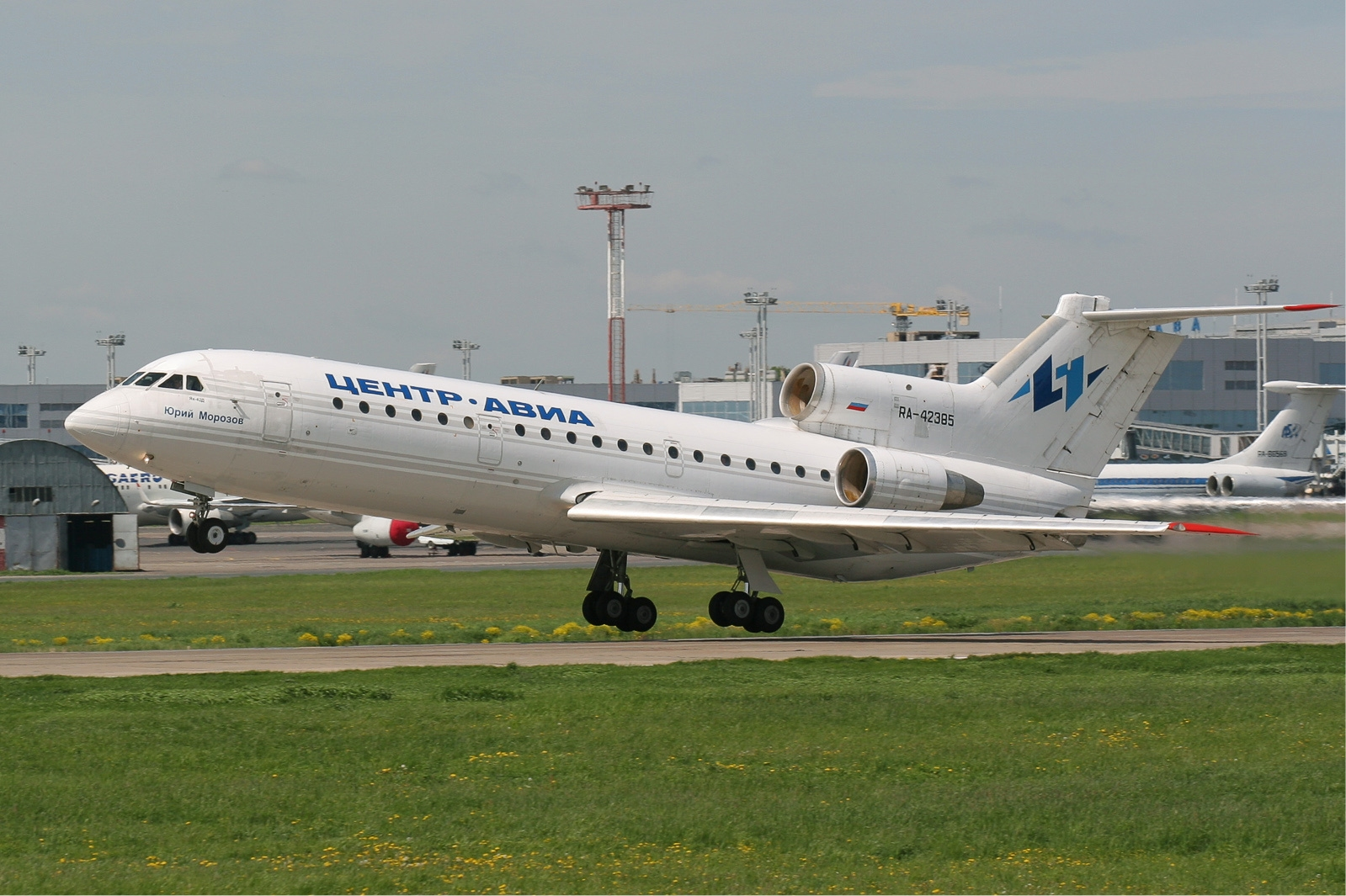
Yak-42

1993년 12월 14일 중형항공기 개발사업 심포지엄이 열렸다. 정부의 항공우주연구소, 대우중공업, 삼성항공, 대한항공, 한라중공업이 참석해 토론했다.
1994년 2월 7일 상공자원부는 1994년 하반기에 민간업체가 참여하는 컨소시엄인 KCDC를 구성, 정부와 업계 공동으로 총 2,790억원을 투자해 50인승-100인승 규모의 중형항공기인 K100을 개발해 1998년에 시험비행하기로 하였다. 정부의 항공우주연구소 중형항공기사업단장은 최동환 박사이다.
1994년 3월 김영삼 대통령은 중국 주석과 정상회담을 하여, 중형항공기를 공동개발하기로 합의했다.
1994년 6월 상공자원부는 현대정공이 1993년 말 러시아 야코블레프로 부터의 중형항공기 기술도입을 허가해 달라고 신청한 것에 대해 반대하면서, 중국과의 합작사업에 중복된다면서, 엄중한 경고를 하였다. 현대그룹은 정부의 경고에도 불구하고, 계속 추진하기로 하였다.
1994년 6월 18일, 한국의 중형항공기 개발사업에 미국의 보잉, 맥도널 더글러스, 록히드, 유럽의 에어버스 등 항공기제작사들의 고위인사들이 최근 잇따라 방문해 상공자원부 관리들을 면담하고 관련 기업들과 기술제휴 협상을 하였다. 한국에 관련 기술을 판매하여 특허료를 받을 생각이다.
1994년 8월 정부는 삼성항공을 프로젝트의 주도업체로 선정했다.
1996년 6월 한중 합작 중형여객기 개발사업이 취소되었다. 중국은 한국과의 협상을 결렬하고, 유럽 에어버스를 파트너로 정했으나, 이것도 실패하자, 순수 국산인 코맥 ARJ21 개발을 2002년에 승인했다.
1996년 현대정공은 러시아 야코블레프와 모스크바에 합작기업을 설립했다. 현대정공이 51%의 주식을 보유하여 판매를 주력하고, 러시아 야코블레프는 생산에 집중하는 방식이다. 1996년 베를린 에어쇼에 100인승 여객기인 현대야크42를 전시하였다. Yak-42H 라고도 부른다.
1997년 정부는 중국과의 프로젝트에 실패한 후, 유럽 최대 여객기 제조회사인 에어사와 Air-70을 개발하려고 했으나, 이마저도 협상이 중단되었다.
1997년 세계 최대의 중대형 여객기 판매사인 미국의 보잉이 100인승 여객기는 개발하지 않겠다던 기존의 방침을 철회했다.
2013년 정부는 제트엔진이 아닌 프로펠러 엔진을 장착한 90인승 여객기를 개발하려 했는데, 합작 파트너인 캐나다 봄바디어사가 취소를 했다. 당초 10억 달러(1조원)씩 투자해 2조원으로 개발하려고 했다.

## 각국의 100인승 제트 여객기
- 보잉 737 -  미국 보잉사의 소형 여객기 중 두번째로 작은 모델이다.
- 에어버스 A320 -  유럽 연합
- 투폴레프 Tu-204 -  러시아 2013년 북한 고려항공의 최신기종이다.
- 야코블레프 Yak-42 -  러시아 1996년 현대정공이 베를린 에어쇼에 전시했다.
- 포커 100 -  네덜란드 1996년 삼성항공이 포커사를 인수하려고 했다.
- 봄바디어 CRJ700 -  캐나다
- 엠브라에르 E-Jets -  브라질
- 미쓰비시 MRJ -  일본
- 수호이 슈퍼제트 100 -  러시아
- 코맥 ARJ21 -  중국
- IPTN N-2130 -  인도네시아 한국 GDP의 1/10인 국가가 개발에 성공했다고 놀라는 보도가 있었다. 1995년 시험비행에 성공하였으나, 1998년 국가부도로 대량생산 계획이 취소되었다.

## 같이 보기
- 리저널 제트